# Qoornoq

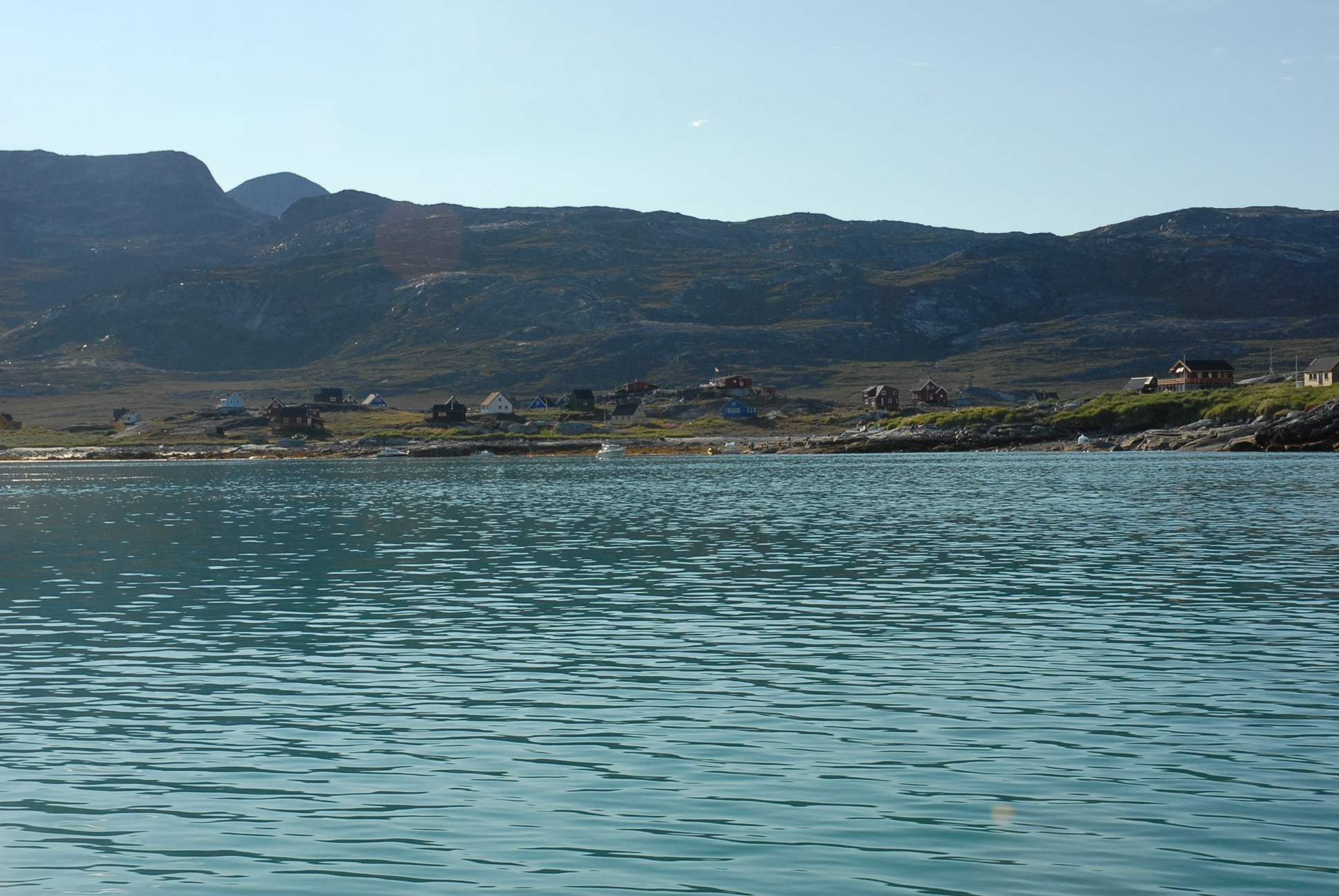
Qoornoq (2010)

Qoornoq [ˈqɔːnːɔq] (nach alter Rechtschreibung K'ôrnoĸ) ist eine wüst gefallene grönländische Siedlung im Distrikt Nuuk in der Kommuneqarfik Sermersooq.

## Lage
Qoornoq liegt auf einer kleinen Insel, die lediglich durch eine kaum überspülte Fläche von der Nordostküste der Qoornup Qeqertarsua (dänisch Bjørneøen) getrennt liegt, in der Meerenge Qoornup Sullua. Bis nach Kapisillit sind es 41 km nach Südosten und bis nach Nuuk 50 km nach Südwesten.

## Geschichte
Bei Qoornoq finden sich sowohl jahrtausendealte Spuren der Paläo-Eskimos, die die ersten Bewohner Grönlands waren, als auch Überreste der westlichsten Siedlung der Vestribyggð der Grænlendingar. Im Jahr 1952 wurde hier ein altnordischer Bauernhof mit sieben Gebäuden aus dem Spätmittelalter ausgegraben.
Qoornoq wurde Mitte des 19. Jahrhunderts als Udsted an der Stelle eines alten Wohnplatzes gegründet. Ab 1911 war Qoornoq eine eigene Gemeinde im Kolonialdistrikt Godthaab, der noch die Wohnplätze Uummannaq und Qassinnguit angehörten. Sie war Teil des 8. Landesratswahlkreises Südgrönlands.
1918 lebten 102 Menschen in zehn Wohnhäusern in Qoornoq. Unter ihnen waren der Udstedsverwalter, ein ausgebildeter Katechet und eine Hebamme. Dazu kamen 17 Jäger und zwei Fischer. Es gab eine aus Stein errichtete Wohnung für den Udstedsverwalter aus dem Jahr 1854, ein rund 41 m² großes hölzernes Proviantlager mit Laden aus dem Jahr 1847, ein steinernes 1914 errichtetes Speckhaus und ein Pulverhaus aus Stein. Die Schulkapelle von Qoornoq wurde 1880 als Torfmauerhaus errichtet und maß knapp 50 m². 1917 wurde sie durch ein neues Gebäude ersetzt. Die Bevölkerung jagte hauptsächlich Rentiere, Robben und Füchse. Es ist überliefert, dass die Grönländer in Qoornoq übermäßig europäisch waren, viele hatten blaue Augen, blondes Haar und waren ausgesprochen großgewachsen.
1924 wurde ein Trocknungshaus errichtet. 1928 wurde eine neue Udstedsverwalterwohnung gebaut. 1930 wurde in Qoornoq eine Schule errichtet. Qoornoq war ein überaus gut geeigneter Ort für den Fischfang. Deswegen baute man ein sehr großes Fischhaus. 1952 wurde nirgendwo in Grönland so viel Fisch gefangen wie in Qoornoq. Auf einen Fischer kamen im Durchschnitt 16.727 kg Fisch. Im Qoornoq liegen noch die Gleise des Qoornoq X-press, einer von Hand geschobenen Werksbahn mit einer Spurweite von 600 mm, die für den Fischtransport im Ort genutzt wurde. 1958 wurde eine neue Schule errichtet und 1960 ein Kindergarten eröffnet. 1953 wurde ein neuer Laden gebaut. 1955 wurde eine Werkstatt errichtet, 1957 eine Hebammenwohnung, 1960 eine Telestation und 1963 eine Feuerwehrstation.
Ab 1950 gehörte Qoornoq zur neuen Gemeinde Nuuk. Bis 1950 stieg die Einwohnerzahl auf 156 Personen an. 1960 waren es schon 227 Einwohner. Dennoch wurde Qoornoq ein Opfer der Konzentrationspolitik der 1960er Jahr und 1970 lebten nur noch 65 Personen im Ort. 1974 wurde Qoornoq offiziell aufgegeben. Allerdings wurden zwischen 1979 und 2009 noch durchgängig eine Anzahl von einer bis vier Personen als Bewohner gezählt. Der Ort ist sehr gut erhalten, da die Gebäude im Sommer von den Grönländern als Ferienhäuser genutzt werden.

## Sport
Eine namenlose Fußballmannschaft aus Qoornoq nahm 1959/60 und 1963/64 an der Grönländischen Fußballmeisterschaft teil.

## Söhne und Töchter
- Frederik Lynge (1889–1957), Politiker, Schriftsteller und Lehrer
- Frederik Nielsen (1905–1991), Schriftsteller, Übersetzer, Sprachwissenschaftler, Lehrer, Intendant und Landesrat
- Peter Nielsen (1905–?), Dolmetscher, Übersetzer, Richter und Landesrat
- Andreas Nielsen (1910–1993), Jurist und Landesrat
- Manasse Mathæussen (1915–1989), Kajakfahrer